# Zenkerella schliebenii
Zenkerella schliebenii är en ärtväxtart som först beskrevs av Hermann August Theodor Harms, och fick sitt nu gällande namn av J.Leonard. Zenkerella schliebenii ingår i släktet Zenkerella och familjen ärtväxter. Inga underarter finns listade i Catalogue of Life.